# Hermann Maier
Hermann Maier (* 7. Dezember 1972 in Altenmarkt im Pongau) ist ein ehemaliger österreichischer Skirennläufer aus Flachau. Er wurde zweimal Olympiasieger, dreimal Weltmeister und gewann viermal den Gesamtweltcup. Hinzu kommt der zehnmalige Gewinn einer Weltcup-Disziplinenwertung und 54 Weltcupsiege. Bei der Wahl zu Österreichs Sportler des Jahres wurde er viermal ausgezeichnet und erhielt zusätzlich zwei Ehrenpreise. Außerdem erhielt er 2004 einen Laureus World Sports Award in der Kategorie „Comeback des Jahres“.

## Werdegang

### Beginn und Durchbruch (1996–1997)
Hermann Maier, gelernter Maurer und staatlich geprüfter Skilehrer, litt in seiner Jugend an Morbus Osgood-Schlatter, wodurch sein Talent lange verborgen blieb. Am 6. Jänner 1996 nahm er als Vorläufer an einem Weltcup-Riesenslalom in seinem Heimatort Flachau teil und fiel dadurch auf, dass er im Falle einer Wertung Platz zwölf belegt hätte.
Der Österreichische Skiverband honorierte diese Leistung und ließ Maier bereits zwei Tage später erstmals im Europacup bei einem Riesenslalom in Les Arcs starten, wo er hinter Steve Locher den zweiten Platz belegte. Nach weiteren Einsätzen und fünf Siegen im Europacup gab Hermann Maier noch in derselben Saison, am 10. Februar 1996, bei einem Riesenslalom im Hinterstoder im Alter von 23 Jahren sein Weltcupdebüt und fuhr mit Rang 26 auch auf Anhieb in die Punkteränge.
Seine erste volle Weltcup-Saison 1996/97 verlief durchwachsen. Maier wurde vorerst nur in den Riesenslaloms eingesetzt: Dabei schied er im Startbewerb in Sölden im ersten Lauf aus.
Ein Highlight setzte er am 25. November in Park City mit Rang 6. In Chamonix wurde er am 11. Jänner 1997 erstmals in einer Weltcup-Abfahrt eingesetzt, wobei er schwer stürzte und sich an einer Hand verletzte, so dass eine Nominierung für die Weltmeisterschaften in Sestriere nicht in Frage kam. Doch gleich beim Weltcup-Comeback, bei den beiden Super-Gs in Garmisch-Partenkirchen, zeigte Maier auf. Nachdem er am 21. Februar 1997 mit dem zweiten Rang hinter dem Franzosen Luc Alphand sein erstes Weltcuppodest erreichte, feierte er zwei Tage später, am 23. Februar, seinen ersten Weltcupsieg und verwies dabei Kristian Ghedina und Lasse Kjus auf die Plätze.

### Durchbruch und Doppelolympiasieg (1997/98)
Den wirklichen Durchbruch schaffte Hermann Maier aber erst in der Saison 1997/98. Der Flachauer gewann in diesem Winter zwei Weltcupabfahrten, drei Riesenslaloms, eine Kombination sowie vier Super-Gs. Maier sicherte sich damit erstmals den Gesamtweltcup vor seinen beiden Teamkollegen Andreas Schifferer und Stephan Eberharter und gewann auch die Kristallkugeln im Super-G sowie im Riesenslalom. Im Abfahrtsweltcup musste sich der Salzburger nur Schifferer geschlagen geben.
In dieser Saison nahm Hermann Maier auch an seinen ersten Titelkämpfen teil. Seine Antritte bei den Olympischen Winterspielen 1998 im japanischen Nagano verliefen spektakulär. Der erste Wettbewerb, an dem Maier teilnahm, war der Kombinationsslalom, nach dem er in aussichtsreicher Position lag. Aufgrund eines Schneesturms, der die olympischen Skipisten heimsuchte, mussten sowohl die Kombinations- als auch die klassische Abfahrt immer wieder verschoben werden und wurden schließlich am selben Tag, am 13. Februar ausgetragen. Doch schon beim Abfahrtslauf kam Maier schwer zu Sturz. Nach etwa 18 Sekunden Fahrzeit hob der Österreicher bei einer S-Kurve ab, segelte fast 40 Meter waagrecht durch die Luft und landete schließlich im Tiefschnee außerhalb der Piste. Er erlitt dabei allerdings nur leichte Verletzungen an Knie und Schulter, nahm am olympischen Super-G drei Tage später wieder teil und gewann sensationell die Goldmedaille vor den ex-aequo-platzierten Hans Knauß und Didier Cuche. Ihm kam dabei zugute, dass dieser Super-G nicht gleich am vorgesehenen Termin, 14. Februar, ausgetragen wurde – Nebel verhinderte an jenem Datum und auch am 15. Februar die Durchführung, sondern erst am 16. Februar. Dadurch konnte er sich von den Verletzungen besser auskurieren.
Auch im Riesenslalom ließ Maier der Konkurrenz keine Chance und verwies Stephan Eberharter und Michael von Grünigen auf die Plätze. Als er gefragt wurde, was er während seines Sturzes dachte, meinte er: „Wenn ich jetzt noch Gold gewinne, bin ich unsterblich!“ Die Bilder seines Sturzes gingen um die Welt, waren auch bei den großen US-Sendern ein Ereignis und schafften es auf beinahe alle Titelblätter. Durch diesen Sturz und die anschließenden Erfolge erlangte Hermann Maier weltweite Berühmtheit und man gab ihm den Spitznamen „Herminator“ – in Anspielung auf den in Österreich geborenen „Terminator“ Arnold Schwarzenegger. Im Jahr 1998 wurde Maier zum ersten Mal von der Internationalen Vereinigung der Ski-Journalisten (AIJS) mit dem Skieur d’Or ausgezeichnet.

### Weitere Erfolge (1998–2001)
Die weiteren Jahre verliefen für den Doppelolympiasieger nicht minder erfolgreich. In der Saison 1998/99 musste Maier im Gesamtweltcup zwar den Norwegern Lasse Kjus und Kjetil André Aamodt den Vortritt lassen, er sicherte sich aber neben der kleinen Kristallkugel für den Super-G-Weltcup bei den Weltmeisterschaften 1999 in Vail/Beaver Creek zwei Weltmeistertitel. Nachdem er sich den Titel in seiner Paradedisziplin, dem Super-G, mit Lasse Kjus teilen musste, hielt er den Norweger in der Abfahrt auf Distanz. WM-Dominator Kjus wurde Vizeweltmeister. Maier erreichte den ersten Platz beim bis heute unerreichten Neunfach-Sieg des ÖSV-Skiteams am Patscherkofel.
Die darauffolgende Saison 1999/2000 dominierte der Österreicher nach Belieben. Mit exakt 2000 Weltcuppunkten stellte Hermann Maier einen Rekord bei den Herren auf. Dieser wurde erst in der Weltcupsaison 2022/23 durch den Schweizer Marco Odermatt gebrochen, der 2042 Punkte erzielte. Neben der Kristallkugel für den Gesamtweltcup sicherte sich der Flachauer auch jene für Abfahrt, Super-G und Riesenslalom.
Auch im Winter 2000/01 gewann Maier die Kristallkugeln in seinen drei Spezialdisziplinen sowie im Gesamtweltcup. In dieser Saison war er im Weltcup gleich 13-mal erfolgreich – darunter auch sein einziger Sieg beim Abfahrtslauf auf der Streif in Kitzbühel – womit er die Bestmarke des Schweden Ingemar Stenmark aus der Saison 1978/79 einstellte. Aufgrund dieser Erfolge waren die Erwartungen für die Heim-Weltmeisterschaften 2001 in St. Anton am Arlberg natürlich groß. Doch Maier konnte weder in der Abfahrt, noch im Super-G seinen Titel verteidigen und musste sich mit Silber im Abfahrtslauf hinter Hannes Trinkl und Bronze in seiner Lieblingsdisziplin, dem Super-G, zufriedengeben. Im Riesenslalom verpasste der Salzburger um eine Hundertstelsekunde die Bronzemedaille und belegte den vierten Platz.

### Motorradunfall (2001)
Während einer abendlichen Fahrt mit dem Motorrad wurde Maier am 24. August 2001 in Radstadt, in der Nähe seines Heimatortes, in einen schweren Unfall verwickelt: Maier überholte ein Auto und wurde dabei von einem falsch abbiegenden Wagen erfasst.
Er zog sich einen offenen Unterschenkelbruch am rechten Bein und zahlreiche weitere schwere Verletzungen zu. Maier wurde im Unfallkrankenhaus Salzburg sieben Stunden operiert. Zunächst war nicht klar, ob er jemals wieder Skifahren würde, da sogar eine Beinamputation in Betracht gezogen wurde. Maier erhielt später per Vergleich eine nicht veröffentlichte Summe des Unfallgegners, der zusätzlich wegen fahrlässiger Körperverletzung zu 750 Euro Strafe verurteilt wurde. Das Gericht stellte eine geringe Mitschuld Maiers wegen Überholens bei unübersichtlicher Verkehrslage fest.
Hermann Maier musste dadurch die gesamte Saison 2001/02 sowie die Olympischen Winterspiele 2002 in Salt Lake City auslassen. Die Rolle des dominierenden Skirennläufers übernahm für die kommenden beiden Saisonen der bisher in seinem Schatten gestandene Rivale Stephan Eberharter.

### Comeback und weitere Erfolge (2003–2006)
Durch die langwierige Heilung konnte Hermann Maier erst wieder am Winter 2002/03 teilnehmen. Am 14. Jänner gab Maier sein lange erwartetes Comeback beim Riesenslalom in Adelboden, wo er sich allerdings (mit Rang 31 und einem Minimalrückstand von fünf Hundertstelsekunden) nicht für den zweiten Lauf qualifizieren konnte. Nach sensationellen Ergebnissen bei den Abfahrten von Wengen und von Kitzbühel, wo er sogar den sechsten Rang belegte, feierte Maier am 27. Jänner 2003 beim Super-G auf seiner Lieblingsstrecke, der Streif in Kitzbühel, seinen ersten Weltcupsieg nach der Verletzung, seinen 42. insgesamt. Nur sechs Tage später wurde er bei den Weltmeisterschaften 2003 in St. Moritz ex aequo mit dem US-Amerikaner Bode Miller Vizeweltmeister im Super-G, geschlagen nur von Stephan Eberharter. Nach einem guten achten Rang im WM-Abfahrtslauf beendete Maier diese Saison.
Das sensationelle Comeback des Österreichers ging in der darauffolgenden Saison 2003/04 weiter. Maier feierte in dieser Saison fünf Siege (drei im Super-G, zwei in der Abfahrt) und sicherte sich zum vierten Mal den Gesamtweltcup, indem er sich um 42 Zähler gegen seinen Teamkollegen und schärfsten Kontrahenten Stephan Eberharter durchsetzte. Auch die Kristallkugel im Super-G ging an den Salzburger. Diese beiden Kugeln sollten die letzten sein. Für seine fulminante Rückkehr in den Skizirkus wurde Maier im Jahr 2004 der Laureus World Sports Award in der Kategorie „Comeback of the Year“ verliehen, auch die Auszeichnung Skieur d’Or erhielt er zum zweiten Mal.
Von den Medien wurde Maier nach nur einem Saisonsieg beim Super-G in Kitzbühel während der Weltmeisterschaften 2005 in Bormio bereits als „altes Eisen“ der ÖSV-Rennläufer abgetan.
Mit Rang 17 im Abfahrtslauf und Rang vier im Super-G behielten die Kritiker zunächst Recht. Doch in seinem letzten Bewerb schlug der Flachauer doch noch zu. Fast vier Jahre nach seinem jüngsten Sieg in dieser Disziplin wurde er Weltmeister im Riesenslalom vor Teamkollege Benjamin Raich und Daron Rahlves aus den USA. Im weiteren Saisonverlauf gewann Maier noch Abfahrt und Super-G in Kvitfjell, verlor aber beim Saisonfinale in Lenzerheide mit Rang neun die schon sicher scheinende Super-G-Kristallkugel gegen Bode Miller.
Ähnlich bitter verlief das Finale der Saison 2005/06.
Auch hier reiste Hermann Maier als Super-G-Weltcupführender an, belegte Rang vier und hatte schließlich zwei Punkte Rückstand auf den Norweger Aksel Lund Svindal, der neun Hundertstelsekunden vor Maier den dritten Platz belegte. Doch das Highlight dieser Saison, in der Maier je einen Sieg in Abfahrt, Super-G und Riesenslalom feiern konnte, waren die Olympischen Winterspiele in Turin – für den Österreicher erst die zweiten nach jenen 1998 in Nagano. Nach dem sechsten Rang in der Abfahrt holte sich Hermann Maier Silber im Super-G und die Bronzemedaille im Riesenslalom. Im Super-G musste sich der Olympiasieger von 1998 um nur 13 Hundertstel jenem von 1992, 2002 und auch 2006, dem Norweger Kjetil André Aamodt, geschlagen geben. Im Riesenslalom waren Benjamin Raich und der Franzose Joël Chenal knapp schneller als der Salzburger.

### Die letzten Jahre vor dem Karriereende (2007–2009)
Die Saisonen 2006/07 und 2007/08 verliefen alles andere als optimal für Maier. Er konnte in diesen beiden Wintern kein einziges Weltcuprennen für sich entscheiden und stand nur zwei Mal auf dem Podium – im Dezember 2006 als Dritter beim Super-G von Hinterstoder und im Jänner 2008 als Zweiter in der gleichen Disziplin in Kitzbühel. Auch bei den Weltmeisterschaften 2007 in Åre war Maier mit Rang sieben im Super-G, Rang 13 in der Abfahrt und Rang 21 als Titelverteidiger im Riesenslalom nicht erfolgreich. Kritiker bezeichneten ihn als zu wenig aggressiv und warfen ihm fehlende Motivation und fehlenden Einsatz vor. Auch ein Skiwechsel von Maiers langjährigem Partner Atomic zu HEAD am 20. Juni 2007 fruchtete zunächst nicht.
Erfolge konnte Maier erst wieder in der Saison 2008/09 verbuchen. Zwar wurde bei ihm nach dem Eröffnungsrennen in Sölden ein Haarriss in einer Bandscheibe der Lendenwirbelsäule festgestellt, doch Maier fuhr trotzdem zu den Überseerennen mit. Dort gewann er am 30. November 2008 überraschend den Super-G von Lake Louise – Maiers erster Weltcupsieg seit der Abfahrt von Garmisch-Partenkirchen im Jänner 2006. Damit war er zu diesem Zeitpunkt mit rund 35 Jahren, 11 Monaten und 3 Wochen der älteste Herren-Skiläufer des ÖSV, der ein Weltcuprennen gewann. Auch beim zweiten Saison-Super-G in Beaver Creek fuhr Maier mit Platz zwei aufs Podest. Der als Super-G-Weltcup-Führender zum Finale nach Åre gereiste Maier musste sich dort mit einem enttäuschenden 17. Platz begnügen und fiel in der Disziplinenwertung auf Rang vier zurück. Bei den Weltmeisterschaften 2009 in Val-d’Isère belegte Maier, geschwächt von einer hartnäckigen Erkältung, den 18. Rang im Super-G und wurde mit dem sechsten Platz in der Abfahrt bester Österreicher. Nach dem Saisonfinale wurde er am rechten Knie operiert und ließ sämtliche Schneetrainingseinheiten für die neue Saison aus.
Am 13. Oktober 2009 gab Maier in einer kurzfristig anberaumten Pressekonferenz seinen Rücktritt vom aktiven Skisport bekannt.

### Nach der Karriere als Skirennläufer (seit 2009)

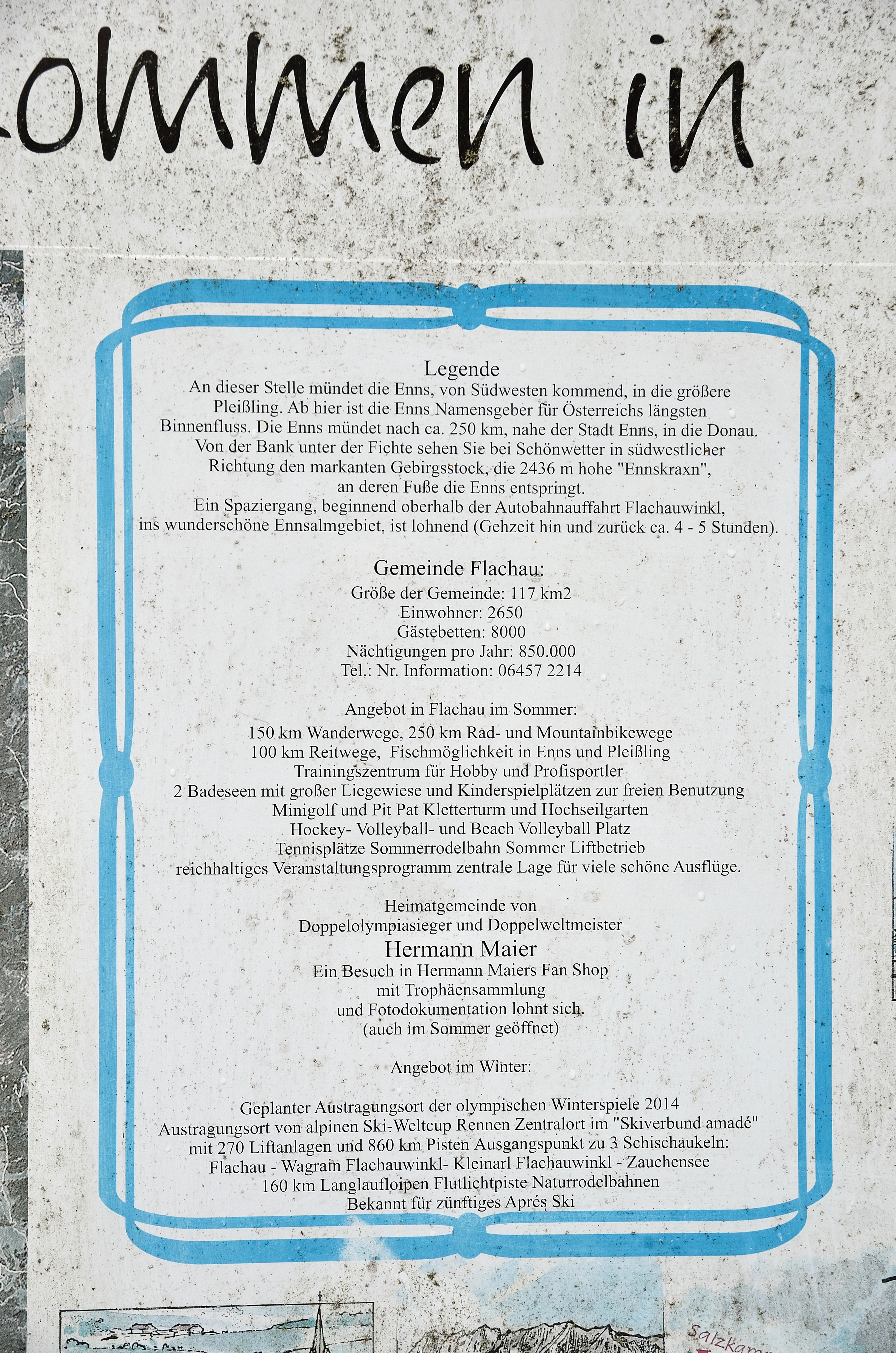
Werbung für den Hermann-Maier-Fanshop in Flachau

In den österreichischen Medien ist Maier weiterhin sehr präsent, was nicht zuletzt an einem langjährigen Werbevertrag mit einer österreichischen Bankengruppe liegt. So ist er wie bereits zu seiner aktiven Zeit als Sportler regelmäßig in Fernsehwerbespots oder auf Plakatwerbungen zu sehen.
Im Dezember 2010 war Hermann Maier Teamleader des siegreichen österreichischen Teams im Rennen um den Wettlauf zum Südpol.
Am 29. Jänner 2016 eröffnete er gemeinsam mit Rainer Schönfelder ein Hotel in St. Johann in Tirol.

### Sonstiges
Als Rennläufer war Maier dafür bekannt, die volle Zeit der Kursbesichtigungen auszunützen, wobei er sich trotz Verwarnungen öfters am Limit bewegte. Am 17. Dezember 2000 überschritt er beim Riesenslalom von Val-d’Isère die Besichtigungszeit, was ihm eine vor dem Rennen ausgesprochene Disqualifikation durch FIS-Renndirektor Günter Hujara einbrachte.
Am 28. Oktober 2004 präsentierte Maier seine Autobiografie „Das Rennen meines Lebens“.

## Erfolge
Maier bestritt insgesamt 268 Weltcuprennen und gewann derer 54:
24 Super-Gs (Rekord), 15 Abfahrten, 14 Riesenslaloms und eine Kombination.
Damit ist er nach Ingemar Stenmark (86 Siege) und Marcel Hirscher (67 Siege) der dritterfolgreichste Skirennläufer der Weltcupgeschichte. Mit 96 Podestplätzen liegt er auf Platz vier hinter Stenmark, Hirscher und Marc Girardelli.
Maier selbst zählt zusätzlich noch den Sieg im Riesenslalom von Val-d’Isère (14. Dezember 1997) zu seiner Statistik, welcher ihm wegen des Abschnallens des Skis vor der roten Linie aberkannt worden war und dem Schweizer Michael von Grünigen in der ewigen Riesentorlaufbestenliste angerechnet wird.
Insgesamt gewann Maier viermal den Gesamtweltcup (lediglich Girardelli und Hirscher gewannen einmal bzw. viermal mehr) und zehn Weltcup-Disziplinenwertungen: fünfmal im Super-G (Rekord mit Aksel Lund Svindal), dreimal im Riesenslalom und zweimal in der Abfahrt.

### Olympische Spiele
- Nagano 1998: 1. Super-G, 1. Riesenslalom
- Turin 2006: 2. Super-G, 3. Riesenslalom, 6. Abfahrt

### Weltmeisterschaften
- Vail 1999: 1. Abfahrt, 1. Super-G
- St. Anton 2001: 2. Abfahrt, 3. Super-G, 4. Riesenslalom
- St. Moritz 2003: 2. Super-G, 8. Abfahrt
- Bormio 2005: 1. Riesenslalom, 4. Super-G, 17. Abfahrt
- Åre 2007: 7. Super-G, 13. Abfahrt, 21. Riesenslalom
- Val-d’Isère 2009: 6. Abfahrt, 18. Super-G

### Weltcupwertungen
| 1995/96 | 106.                                | 29                                  | -                                   | -                                   | 34.                                 | 24                                  | 52.                                 | 5                                   | -                                   | -                                   | -                                   | -                                   |                                     |                                     |
| 1996/97 | 21.                                 | 379                                 | -                                   | -                                   | 4.                                  | 230                                 | 15.                                 | 149                                 | -                                   | -                                   | -                                   | -                                   |                                     |                                     |
| 1997/98 | 1.                                  | 1685                                | 2.                                  | 479                                 | 1.                                  | 400                                 | 1.                                  | 620                                 | 39.                                 | 26                                  | 2.                                  | 100                                 |                                     |                                     |
| 1998/99 | 3.                                  | 1307                                | 6.                                  | 360                                 | 1.                                  | 516                                 | 3.                                  | 371                                 | -                                   | -                                   | 6.                                  | 60                                  |                                     |                                     |
| 1999/00 | 1.                                  | 2000                                | 1.                                  | 800                                 | 1.                                  | 540                                 | 1.                                  | 520                                 | -                                   | -                                   | 2.                                  | 140                                 |                                     |                                     |
| 2000/01 | 1.                                  | 1618                                | 1.                                  | 576                                 | 1.                                  | 420                                 | 1.                                  | 622                                 | -                                   | -                                   | -                                   | -                                   |                                     |                                     |
| 2001/02 | verletzungsbedingt keine Ergebnisse | verletzungsbedingt keine Ergebnisse | verletzungsbedingt keine Ergebnisse | verletzungsbedingt keine Ergebnisse | verletzungsbedingt keine Ergebnisse | verletzungsbedingt keine Ergebnisse | verletzungsbedingt keine Ergebnisse | verletzungsbedingt keine Ergebnisse | verletzungsbedingt keine Ergebnisse | verletzungsbedingt keine Ergebnisse | verletzungsbedingt keine Ergebnisse | verletzungsbedingt keine Ergebnisse | verletzungsbedingt keine Ergebnisse | verletzungsbedingt keine Ergebnisse |
| 2002/03 | 45.                                 | 185                                 | 25.                                 | 85                                  | 19.                                 | 100                                 | -                                   | -                                   | -                                   | -                                   | -                                   | -                                   |                                     |                                     |
| 2003/04 | 1.                                  | 1265                                | 3.                                  | 537                                 | 1.                                  | 580                                 | 17.                                 | 110                                 | -                                   | -                                   | 10.                                 | 38                                  |                                     |                                     |
| 2004/05 | 3.                                  | 1295                                | 3.                                  | 451                                 | 2.                                  | 453                                 | 4.                                  | 362                                 | -                                   | -                                   | 9.                                  | 29                                  |                                     |                                     |
| 2005/06 | 6.                                  | 818                                 | 7.                                  | 305                                 | 2.                                  | 282                                 | 8.                                  | 223                                 | -                                   | -                                   | 42.                                 | 8                                   |                                     |                                     |
| 2006/07 | 19.                                 | 452                                 | 18.                                 | 189                                 | 6.                                  | 177                                 | 16.                                 | 86                                  | -                                   | -                                   | -                                   | -                                   |                                     |                                     |
| 2007/08 | 21.                                 | 411                                 | 16.                                 | 168                                 | 10.                                 | 192                                 | 30.                                 | 51                                  | -                                   | -                                   | -                                   | -                                   |                                     |                                     |
| 2008/09 | 26.                                 | 343                                 | 21.                                 | 112                                 | 4.                                  | 231                                 | -                                   | -                                   | -                                   | -                                   | -                                   | -                                   |                                     |                                     |

### Weltcupsiege
Maier errang insgesamt 96 Podestplätze, davon 54 Siege (15 × Abfahrt, 24 × Super-G, 14 × Riesenslalom, 1 × Kombination):
| Datum             | Ort                    | Land        |
| ----------------- | ---------------------- | ----------- |
| 29. Dezember 1997 | Bormio                 | Italien     |
| 16. Jänner 1998   | Wengen                 | Schweiz     |
| 29. Dezember 1998 | Bormio                 | Italien     |
| 27. November 1999 | Beaver Creek           | USA         |
| 8. Jänner 2000    | Chamonix               | Frankreich  |
| 29. Jänner 2000   | Garmisch-Partenkirchen | Deutschland |
| 2. Dezember 2000  | Beaver Creek           | USA         |
| 9. Dezember 2000  | Val-d’Isère            | Frankreich  |
| 20. Jänner 2001   | Kitzbühel              | Österreich  |
| 2. März 2001      | Kvitfjell              | Norwegen    |
| 8. März 2001      | Åre                    | Schweden    |
| 6. Dezember 2003  | Beaver Creek           | USA         |
| 14. Februar 2004  | St. Anton am Arlberg   | Österreich  |
| 5. März 2005      | Kvitfjell              | Norwegen    |
| 28. Jänner 2006   | Garmisch-Partenkirchen | Deutschland |

| Datum             | Ort                  | Land        |
| ----------------- | -------------------- | ----------- |
| 25. November 1997 | Park City            | USA         |
| 6. Jänner 1998    | Saalbach-Hinterglemm | Österreich  |
| 13. Jänner 1998   | Adelboden            | Schweiz     |
| 25. Oktober 1998  | Sölden               | Österreich  |
| 12. Jänner 1999   | Adelboden            | Schweiz     |
| 31. Oktober 1999  | Tignes               | Frankreich  |
| 24. November 1999 | Vail                 | USA         |
| 5. Februar 2000   | Todtnau              | Deutschland |
| 29. Oktober 2000  | Sölden               | Österreich  |
| 10. Dezember 2000 | Val-d’Isère          | Frankreich  |
| 9. Jänner 2001    | Adelboden            | Schweiz     |
| 15. Februar 2001  | Shigakōgen           | Japan       |
| 10. März 2001     | Åre                  | Schweden    |
| 23. Oktober 2005  | Sölden               | Österreich  |

| Datum             | Ort                    | Land        |
| ----------------- | ---------------------- | ----------- |
| 23. Februar 1997  | Garmisch-Partenkirchen | Deutschland |
| 6. Dezember 1997  | Beaver Creek           | USA         |
| 10. Jänner 1998   | Schladming             | Österreich  |
| 11. Jänner 1998   | Schladming             | Österreich  |
| 1. Februar 1998   | Garmisch-Partenkirchen | Deutschland |
| 13. Dezember 1998 | Val-d’Isère            | Frankreich  |
| 21. Dezember 1998 | Innsbruck              | Österreich  |
| 9. Jänner 1999    | Schladming             | Österreich  |
| 7. März 1999      | Kvitfjell              | Norwegen    |
| 28. November 1999 | Beaver Creek           | USA         |
| 5. Dezember 1999  | Lake Louise            | Kanada      |
| 21. Jänner 2000   | Kitzbühel              | Österreich  |
| 16. März 2000     | Bormio                 | Italien     |
| 26. November 2000 | Lake Louise            | Kanada      |
| 19. Jänner 2001   | Kitzbühel              | Österreich  |
| 4. März 2001      | Kvitfjell              | Norwegen    |
| 27. Jänner 2003   | Kitzbühel              | Österreich  |
| 30. November 2003 | Lake Louise            | Kanada      |
| 1. Februar 2004   | Garmisch-Partenkirchen | Deutschland |
| 11. März 2004     | Sestriere              | Italien     |
| 24. Jänner 2005   | Kitzbühel              | Österreich  |
| 6. März 2005      | Kvitfjell              | Norwegen    |
| 20. Jänner 2006   | Kitzbühel              | Österreich  |
| 30. November 2008 | Lake Louise            | Kanada      |

| Datum           | Ort                | Land    |
| --------------- | ------------------ | ------- |
| 18. Jänner 1998 | Wengen / Veysonnaz | Schweiz |

## Statistik

### Einzelwettbewerbe
Farblegende
| 1   | 1. Platz                           |
| 2   | 2. Platz                           |
| 3   | 3. Platz                           |
| #   | 4. – 30. Platz (Weltcup-Punkte)    |
| #   | Platzierung (Keine Weltcup-Punkte) |
| NQ  | Nicht qualifiziert für 2DG         |
| DNS | Nicht gestartet im 2DG             |
| DSQ | Disqualifiziert                    |
| DNF | Ausfall                            |

#### Olympische Spiele und Weltmeisterschaften
|                               | 1995/96 | 1996/97 | 1997/98 | 1998/99 | 1999/00 | 2000/01 | 2001/02 | 2002/03 | 2003/04 | 2004/05 | 2005/06 | 2006/07 | 2007/08 | 2008/09 | S / St |
| ----------------------------- | ------- | ------- | ------- | ------- | ------- | ------- | ------- | ------- | ------- | ------- | ------- | ------- | ------- | ------- | ------ |
| Olympische Winterspiele       |         |         |         |         |         |         |         |         |         |         |         |         |         |         |        |
| Abfahrt                       |         |         | DNF     |         |         |         |         |         |         |         | 6       |         |         |         | 0 / 2  |
| Super-G (1-1-0)               |         |         | 1       |         |         |         |         |         |         |         | 2       |         |         |         | 1 / 2  |
| Riesenslalom (1-0-1)          |         |         | 1       |         |         |         |         |         |         |         | 3       |         |         |         | 1 / 2  |
| Alpine Skiweltmeisterschaften |         |         |         |         |         |         |         |         |         |         |         |         |         |         |        |
| Abfahrt (1-1-0)               |         | –       |         | 1       |         | 2       |         | 8       |         | 17      |         | 13      |         | 6       | 1 / 6  |
| Super-G (1-1-1)               |         | –       |         | 1       |         | 3       |         | 2       |         | 4       |         | 7       |         | 18      | 1 / 6  |
| Riesenslalom (1-0-0)          |         | –       |         | DNF     |         | 4       |         | –       |         | 1       |         | 21      |         | –       | 1 / 4  |
| Großereignisse Statistik      |         |         |         |         |         |         |         |         |         |         |         |         |         |         |        |
|                               | 1995/96 | 1996/97 | 1997/98 | 1998/99 | 1999/00 | 2000/01 | 2001/02 | 2002/03 | 2003/04 | 2004/05 | 2005/06 | 2006/07 | 2007/08 | 2008/09 | Gesamt |
| Starts                        |         | –       | 3       | 3       |         | 3       |         | 2       |         | 3       | 3       | 3       |         | 2       | 22     |
| Siege                         |         | –       | 2       | 2       |         | 0       |         | 0       |         | 1       | 0       | 0       |         | 0       | 5      |
| 2. Platz                      |         | –       | 0       | 0       |         | 1       |         | 1       |         | 0       | 1       | 0       |         | 0       | 3      |
| 3. Platz                      |         | –       | 0       | 0       |         | 1       |         | 0       |         | 0       | 1       | 0       |         | 0       | 2      |
| Top 3                         |         | –       | 2       | 2       |         | 2       |         | 1       |         | 1       | 2       | 0       |         | 0       | 10     |
| Top 10                        |         | –       | 2       | 2       |         | 3       |         | 2       |         | 2       | 3       | 1       |         | 1       | 16     |
| Ausfälle                      |         | –       | 1       | 1       |         | 0       |         | 0       |         | 0       | 0       | 0       |         | 0       | 2      |

#### Weltcup
Gesamtweltcup
|                       | 1995/96 | 1996/97 | 1997/98 | 1998/99 | 1999/00 | 2000/01 | 2001/02 | 2002/03 | 2003/04 | 2004/05 | 2005/06 | 2006/07 | 2007/08 | 2008/09 | Gesamt |
| --------------------- | ------- | ------- | ------- | ------- | ------- | ------- | ------- | ------- | ------- | ------- | ------- | ------- | ------- | ------- | ------ |
| Weltcup Statistik     |         |         |         |         |         |         |         |         |         |         |         |         |         |         |        |
| Starts                | 3       | 12      | 23      | 28      | 30      | 23      |         | 5       | 30      | 27      | 24      | 22      | 23      | 18      | 268    |
| Siege                 | 0       | 1       | 10      | 7       | 10      | 13      |         | 1       | 5       | 3       | 3       | 0       | 0       | 1       | 54     |
| 2. Platz              | 0       | 1       | 2       | 1       | 7       | 1       |         | 0       | 2       | 5       | 0       | 0       | 1       | 1       | 21     |
| 3. Platz              | 0       | 0       | 7       | 3       | 5       | 1       |         | 0       | 2       | 2       | 0       | 1       | 0       | 0       | 21     |
| Top 3                 | 0       | 2       | 19      | 11      | 22      | 15      |         | 1       | 9       | 10      | 3       | 1       | 1       | 2       | 96     |
| Top 10                | 0       | 5       | 22      | 18      | 25      | 19      |         | 3       | 19      | 21      | 13      | 8       | 5       | 4       | 162    |
| Punkte Ø pro Start    | 9.67    | 31.58   | 73.26   | 46.68   | 66.67   | 70.35   |         | 37.0    | 42.17   | 47.96   | 34.08   | 20.55   | 17.87   | 19.06   | 43.98  |
| Ausfälle              | 1       | 2       | 1       | 4       | 3       | 2       |         | 0       | 1       | 0       | 2       | 3       | 1       | 1       | 21     |
| Punkte Abfahrt        | –       | 0       | 479     | 360     | 800     | 576     |         | 85      | 537     | 451     | 305     | 189     | 168     | 112     | 4062   |
| Punkte Super-G        | 24      | 230     | 400     | 516     | 540     | 420     |         | 100     | 580     | 453     | 282     | 177     | 192     | 231     | 4145   |
| Punkte Riesenslalom   | 5       | 149     | 620     | 371     | 520     | 622     |         | 0       | 110     | 362     | 223     | 86      | 51      | 0       | 3119   |
| Punkte Slalom         | –       | –       | 26      | 0       | 0       | –       |         | –       | 0       | –       | –       | –       | –       | –       | 26     |
| Punkte Kombination    | –       | –       | 100     | 60      | 140     | –       |         | –       | 38      | 29      | 8       | 0       | 0       | 0       | 375    |
| Punkte Parallelrennen | –       | –       | 60      | –       | –       | –       |         | –       | –       | –       | –       | –       | –       | –       | 60     |
| Punkte Gesamt         | 29      | 379     | 1685    | 1307    | 2000    | 1618    |         | 185     | 1265    | 1295    | 818     | 452     | 411     | 343     | 11787  |
| Gesamtweltcup         | 106     | 21      | 1       | 3       | 1       | 1       | –       | 45      | 1       | 3       | 6       | 19      | 21      | 26      |        |

Abfahrtsweltcup
|                                | 1995/96 | 1996/97 | 1997/98 | 1998/99 | 1999/00 | 2000/01 | 2001/02 | 2002/03 | 2003/04 | 2004/05 | 2005/06 | 2006/07 | 2007/08 | 2008/09 | S / St |
| ------------------------------ | ------- | ------- | ------- | ------- | ------- | ------- | ------- | ------- | ------- | ------- | ------- | ------- | ------- | ------- | ------ |
| Abfahrt                        |         |         |         |         |         |         |         |         |         |         |         |         |         |         |        |
| Lake Louise (0-1-0)            | –       | –       | –       | –       | 2       | 15      |         | –       | 9       | 5       | 4       | 6       | 16      | 17      | 0 / 8  |
| Beaver Creek (3-1-0)           | –       | –       | 9       | –       | 1       | 1       |         | –       | 1       | 9       | 19      | 23      | 11      | 12      | 3 / 11 |
| Val-d’Isère (1-0-0)            | –       | –       | –       | 36      | –       | 1       |         | –       | –       | 26      | 9       | 16      | –       | –       | 1 / 6  |
| Gröden (0-0-2)                 | –       | –       | –       | 3       | 3       | –       |         | –       | 5       | 37      | 14      | 8       | 23      | 17      | 0 / 10 |
| Bormio (2-1-0)                 | –       | –       | 1       | 1       | 2       | –       |         | –       | –       | 11      | 13      | 28      | 13      | 27      | 2 / 10 |
| Chamonix (1-0-0)               | –       | DNF     | –       | –       | 1       | –       |         | –       | 13      | 8       | –       | –       | 44      | –       | 1 / 5  |
| Wengen (1-1-1)                 | –       | –       | 1       | 4       | 2       | –       |         | 22      | –       | 4       | 4       | 9       | 9       | 26      | 1 / 11 |
| Kitzbühel (1-0-0)              | –       | –       | –       | 8       | 4       | 1       |         | 6       | 9       | –       | 23      | –       | 5       | 10      | 1 / 10 |
| Garmisch-Partenkirchen (2-1-1) | –       | –       | 3       | –       | 1       | DNF     |         | –       | 5       | 7       | 1       | 25      | –       | –       | 2 / 10 |
| Kvitfjell (2-0-1)              | –       | –       | –       | 16      | 3       | 5       |         | –       | 9       | 1       | –       | 30      | 17      | 28      | 2 / 13 |
| Kvitfjell W                    | –       | –       | –       | 11      | 4       | 1       |         | –       | –       | –       | –       | –       | 18      | 23      | –      |
| Garmisch-Partenkirchen K       | –       | –       | –       | –       | –       | –       |         | –       | 5       | 2       | –       | 29      | –       | –       | –      |
| Åre (1-0-0)                    | –       | –       | –       | –       | –       | 1       |         | –       | –       | –       | 14      | –       | –       | 15      | 1 / 3  |
| Beaver Creek V                 | –       | –       | 2       | –       | –       | –       |         | –       | 5       | –       | –       | –       | –       | –       | –      |
| Val-d’Isère G                  | –       | –       | –       | –       | –       | 16      |         | –       | –       | –       | –       | –       | –       | –       | –      |
| Gröden A                       | –       | –       | –       | 4       | 6       | –       |         | –       | –       | –       | –       | –       | –       | –       | –      |
| Bormio L                       | –       | –       | 4       | –       | –       | –       |         | –       | –       | –       | –       | 23      | –       | –       | –      |
| Wengen II                      | –       | –       | 3       | –       | –       | –       |         | 7       | –       | –       | –       | –       | –       | –       | –      |
| Kitzbühel B                    | –       | –       | –       | DNF     | –       | –       |         | –       | 4       | –       | –       | –       | –       | –       | –      |
| Sestriere                      | –       | –       | –       | –       | –       | –       |         | –       | 18      | –       | –       | –       | –       | –       | 0 / 1  |
| St. Anton am Arlberg (1-0-0)   | –       | –       | –       | –       | –       | –       |         | –       | 1       | –       | –       | –       | –       | –       | 1 / 1  |
| Lenzerheide                    | –       | –       | –       | –       | –       | –       |         | –       | –       | 4       | –       | 5       | –       | –       | 0 / 2  |
| Sierra Nevada                  | –       | –       | –       | 9       | –       | –       |         | –       | –       | –       | –       | –       | –       | –       | 0 / 1  |
| Abfahrt Statistik              |         |         |         |         |         |         |         |         |         |         |         |         |         |         |        |
|                                | 1995/96 | 1996/97 | 1997/98 | 1998/99 | 1999/00 | 2000/01 | 2001/02 | 2002/03 | 2003/04 | 2004/05 | 2005/06 | 2006/07 | 2007/08 | 2008/09 | Gesamt |
| Rennen                         | 9       | 11      | 11      | 10      | 11      | 9       |         | 11      | 12      | 11      | 9       | 11      | 9       | 9       | –      |
| Starts                         | –       | 1       | 7       | 10      | 11      | 9       |         | 3       | 12      | 11      | 9       | 11      | 9       | 9       | 102    |
| Siege                          | –       | 0       | 2       | 1       | 3       | 5       |         | 0       | 2       | 1       | 1       | 0       | 0       | 0       | 15     |
| 2. Platz                       | –       | 0       | 1       | 0       | 3       | 0       |         | 0       | 0       | 1       | 0       | 0       | 0       | 0       | 5      |
| 3. Platz                       | –       | 0       | 2       | 1       | 2       | 0       |         | 0       | 0       | 0       | 0       | 0       | 0       | 0       | 5      |
| Top 3                          | –       | 0       | 5       | 2       | 8       | 5       |         | 0       | 2       | 2       | 1       | 0       | 0       | 0       | 25     |
| Top 10                         | –       | 0       | 7       | 6       | 11      | 6       |         | 2       | 10      | 8       | 4       | 4       | 2       | 1       | 61     |
| Punkte Ø pro Start             | –       | 0.0     | 68.43   | 36.0    | 72.73   | 64.0    |         | 28.33   | 44.75   | 41.0    | 33.89   | 17.18   | 18.67   | 12.44   | 39.82  |
| Ausfälle                       | –       | 1       | 0       | 1       | 0       | 1       |         | 0       | 0       | 0       | 0       | 0       | 0       | 0       | 3      |
| Punkte Abfahrt                 | –       | 0       | 479     | 360     | 800     | 576     |         | 85      | 537     | 451     | 305     | 189     | 168     | 112     | 4062   |
| Abfahrtsweltcup                | –       | –       | 2       | 6       | 1       | 1       | –       | 25      | 3       | 3       | 7       | 18      | 16      | 21      |        |

W Zusätzliche Abfahrt 1998/99 und 1999/00 | Ersatzrennen für Wengen 2000/01 | Ersatzrennen für Val-d’Isère 2007/08 | Ersatzrennen für Garmisch-Partenkirchen 2008/09

K Ersatzrennen für Wengen 2003/04 | Ersatzrennen für Kitzbühel 2004/05 und 2006/07

V Zusätzliche Abfahrt 1997/98 | Ersatzrennen für Val-d’Isère 2003/04

G Ersatzrennen für Gröden 2000/01

A Zusätzliche Abfahrt 1998/99 | Ersatzrennen für Val-d’Isère 1999/00

L Zusätzliche Abfahrt 1997/98 | Ersatzrennen für Val-d’Isère 2006/07

II Zusätzliche Abfahrt 1997/98 und 2002/2003

B Sprintabfahrt 1998/99 | Ersatzrennen für Bormio 2003/04

(x-x-x) Podiumsplatzierungen incl. Zusatz- und Ersatzrennen

Super-G-Weltcup
|                                | 1995/96 | 1996/97 | 1997/98 | 1998/99 | 1999/00 | 2000/01 | 2001/02 | 2002/03 | 2003/04 | 2004/05 | 2005/06 | 2006/07 | 2007/08 | 2008/09 | S / St |
| ------------------------------ | ------- | ------- | ------- | ------- | ------- | ------- | ------- | ------- | ------- | ------- | ------- | ------- | ------- | ------- | ------ |
| Super-G                        |         |         |         |         |         |         |         |         |         |         |         |         |         |         |        |
| Lake Louise (4-1-0)            | –       | –       | –       | –       | 1       | 1       |         | –       | 1       | 2       | 21      | 4       | 16      | 1       | 4 / 8  |
| Beaver Creek (2-2-0)           | –       | –       | 1       | –       | 1       | 6       |         | –       | 2       | 8       | 8       | –       | 19      | 2       | 2 / 8  |
| Gröden (0-1-1)                 | –       | –       | –       | –       | –       | –       |         | –       | 3       | 2       | 6       | DSQ     | 8       | 9       | 0 / 6  |
| Kitzbühel (5-2-0)              | –       | –       | –       | –       | 1       | 1       |         | 1       | 2       | 1       | 1       | –       | 2       | 12      | 5 / 8  |
| Garmisch-Partenkirchen (3-2-0) | –       | 2       | 1       | –       | –       | 2       |         | –       | 1       | 8       | 4       | –       | –       | –       | 3 / 7  |
| Kvitfjell (3-1-1)              | 11      | 4       | –       | 1       | 2       | 1       |         | –       | 3       | 1       | –       | 5       | 11      | –       | 3 / 9  |
| Schladming (3-0-0)             | –       | –       | 1       | 1       | –       | –       |         | –       | –       | –       | –       | –       | –       | –       | 3 / 3  |
| Schladming II                  | –       | –       | 1       | –       | –       | –       |         | –       | –       | –       | –       | –       | –       | –       | –      |
| Garmisch-Partenkirchen II      | –       | 1       | –       | –       | –       | –       |         | –       | –       | –       | –       | –       | –       | –       | –      |
| Åre                            | –       | –       | –       | –       | –       | –       |         | –       | –       | –       | 4       | –       | –       | 17      | 0 / 2  |
| Lenzerheide                    | –       | –       | –       | –       | –       | –       |         | –       | –       | 9       | –       | 12      | –       | –       | 0 / 2  |
| Bormio (1-0-0)                 | –       | –       | –       | –       | 1       | –       |         | –       | –       | –       | –       | –       | 9       | –       | 1 / 2  |
| Aspen (0-1-0)                  | –       | –       | –       | 2       | –       | –       |         | –       | –       | –       | –       | –       | –       | –       | 0 / 1  |
| Hinterstoder (0-0-1)           | –       | –       | –       | –       | –       | –       |         | –       | –       | –       | –       | 3       | –       | –       | 0 / 1  |
| Val-d’Isère (1-0-0)            | –       | –       | –       | 1       | –       | –       |         | –       | –       | –       | –       | –       | –       | –       | 1 / 1  |
| Innsbruck (1-0-0)              | –       | –       | –       | 1       | –       | –       |         | –       | –       | –       | –       | –       | –       | –       | 1 / 1  |
| Whistler                       | –       | –       | –       | –       | –       | –       |         | –       | –       | –       | –       | –       | DNF     | –       | 0 / 1  |
| St. Anton am Arlberg (0-0-1)   | –       | –       | –       | –       | DNF     | –       |         | –       | –       | –       | –       | –       | –       | –       | 0 / 2  |
| St. Anton am Arlberg II        | –       | –       | –       | –       | 3       | –       |         | –       | –       | –       | –       | –       | –       | –       | –      |
| Vail                           | –       | 19      | –       | –       | –       | –       |         | –       | –       | –       | –       | –       | –       | –       | 0 / 1  |
| Sestriere (1-0-0)              | –       | –       | –       | –       | –       | –       |         | –       | 1       | –       | –       | –       | –       | –       | 1 / 1  |
| Sierra Nevada                  | –       | –       | –       | 7       | –       | –       |         | –       | –       | –       | –       | –       | –       | –       | 0 / 1  |
| Super-G Statistik              |         |         |         |         |         |         |         |         |         |         |         |         |         |         |        |
|                                | 1995/96 | 1996/97 | 1997/98 | 1998/99 | 1999/00 | 2000/01 | 2001/02 | 2002/03 | 2003/04 | 2004/05 | 2005/06 | 2006/07 | 2007/08 | 2008/09 | Gesamt |
| Rennen                         | 6       | 6       | 5       | 6       | 7       | 5       |         | 6       | 7       | 7       | 6       | 5       | 7       | 5       | –      |
| Starts                         | 1       | 4       | 4       | 6       | 7       | 5       |         | 1       | 7       | 7       | 6       | 5       | 7       | 5       | 65     |
| Siege                          | 0       | 1       | 4       | 4       | 4       | 3       |         | 1       | 3       | 2       | 1       | 0       | 0       | 1       | 24     |
| 2. Platz                       | 0       | 1       | 0       | 1       | 1       | 1       |         | 0       | 2       | 2       | 0       | 0       | 1       | 1       | 10     |
| 3. Platz                       | 0       | 0       | 0       | 0       | 1       | 0       |         | 0       | 2       | 0       | 0       | 1       | 0       | 0       | 4      |
| Top 3                          | 0       | 2       | 4       | 5       | 6       | 4       |         | 1       | 7       | 4       | 1       | 1       | 1       | 2       | 38     |
| Top 10                         | 0       | 3       | 4       | 6       | 6       | 5       |         | 1       | 7       | 7       | 5       | 3       | 3       | 3       | 53     |
| Punkte Ø pro Start             | 24.0    | 57.5    | 100.0   | 86.0    | 77.14   | 84.0    |         | 100.0   | 82.86   | 64.71   | 47.0    | 35.4    | 27.43   | 46.2    | 63.77  |
| Ausfälle                       | 0       | 0       | 0       | 0       | 1       | 0       |         | 0       | 0       | 0       | 0       | 1       | 1       | 0       | 3      |
| Punkte Super-G                 | 24      | 230     | 400     | 516     | 540     | 420     |         | 100     | 580     | 453     | 282     | 177     | 192     | 231     | 4145   |
| Super-G-Weltcup                | 34      | 4       | 1       | 1       | 1       | 1       | –       | 19      | 1       | 2       | 2       | 6       | 10      | 4       |        |

II Zusätzlicher Super-G

(x-x-x) Podiumsplatzierungen incl. Zusatzrennen

Riesenslalomweltcup
|                              | 1995/96 | 1996/97 | 1997/98 | 1998/99 | 1999/00 | 2000/01 | 2001/02 | 2002/03 | 2003/04 | 2004/05 | 2005/06 | 2006/07 | 2007/08 | 2008/09 | S / St |
| ---------------------------- | ------- | ------- | ------- | ------- | ------- | ------- | ------- | ------- | ------- | ------- | ------- | ------- | ------- | ------- | ------ |
| Riesenslalom                 |         |         |         |         |         |         |         |         |         |         |         |         |         |         |        |
| Sölden (3-0-0)               | –       | DNF     | –       | 1       | –       | 1       |         | –       | 16      | 15      | 1       | –       | 20      | NQ      | 3 / 8  |
| Beaver Creek (0-1-0)         | –       | –       | –       | –       | –       | –       |         | –       | –       | 2       | 8       | 10      | 14      | DNF     | 0 / 5  |
| Park City (1-0-1)            | –       | 6       | 1       | DNF     | –       | 3       |         | –       | 7       | –       | –       | –       | –       | –       | 1 / 5  |
| Alta Badia (0-1-2)           | –       | 16      | 3       | 4       | 2       | –       |         | –       | 26      | 3       | 6       | 12      | 21      | –       | 0 / 10 |
| Adelboden (3-0-0)            | –       | –       | 1       | 1       | –       | 1       |         | NQ      | 8       | 18      | 7       | 15      | –       | –       | 3 / 8  |
| Kranjska Gora (0-2-0)        | –       | 14      | 2       | 20      | DNF     | –       |         | –       | 12      | 2       | DNF     | –       | 19      | –       | 0 / 8  |
| Val-d’Isère (1-0-1)          | –       | –       | DSQ     | –       | –       | 1       |         | –       | –       | 3       | –       | –       | –       | –       | 1 / 4  |
| Tignes (1-0-1)               | –       | –       | 3       | –       | 1       | –       |         | –       | –       | –       | –       | –       | –       | –       | 1 / 2  |
| Saalbach-Hinterglemm (1-1-0) | –       | –       | 1       | –       | 2       | –       |         | –       | –       | –       | –       | –       | –       | –       | 1 / 2  |
| Vail (1-0-0)                 | –       | 5       | –       | –       | 1       | –       |         | –       | –       | –       | –       | –       | –       | –       | 1 / 2  |
| Åre (1-0-0)                  | –       | –       | –       | –       | –       | 1       |         | –       | –       | –       | DNF     | –       | –       | –       | 1 / 2  |
| Shigakogen (1-0-0)           | –       | 12      | –       | –       | –       | 1       |         | –       | –       | –       | –       | –       | –       | –       | 1 / 2  |
| Hinterstoder (0-0-1)         | 26      | –       | –       | –       | 3       | –       |         | –       | –       | –       | –       | 12      | –       | –       | 0 / 3  |
| Bormio                       | –       | –       | –       | –       | DNF     | 10      |         | –       | –       | –       | –       | –       | 17      | –       | 0 / 3  |
| Flachau (0-0-1)              | –       | –       | –       | 3       | –       | –       |         | –       | NQ      | 28      | –       | –       | –       | –       | 0 / 3  |
| Yongpyong (0-0-1)            | –       | –       | 3       | –       | –       | –       |         | –       | –       | –       | 23      | –       | –       | –       | 0 / 3  |
| Yongpyong II                 | –       | –       | –       | –       | –       | –       |         | –       | –       | –       | 24      | –       | –       | –       | –      |
| Val-d’Isère A                | –       | –       | –       | –       | –       | DSQ     |         | –       | –       | –       | –       | –       | –       | –       | –      |
| Alta Badia V                 | –       | –       | –       | –       | –       | –       |         | –       | DNF     | –       | –       | –       | –       | –       | –      |
| Todtnau (1-0-0)              | –       | –       | –       | –       | 1       | –       |         | –       | –       | –       | –       | –       | –       | –       | 1 / 1  |
| Lenzerheide                  | –       | –       | –       | –       | –       | –       |         | –       | –       | 4       | –       | DNF     | –       | –       | 0 / 2  |
| Les Arcs                     | –       | –       | –       | –       | –       | 7       |         | –       | –       | –       | –       | –       | –       | –       | 0 / 1  |
| Breckenridge                 | –       | 22      | –       | –       | –       | –       |         | –       | –       | –       | –       | –       | –       | –       | 0 / 1  |
| Crans-Montana (0-0-1)        | –       | –       | 3       | –       | –       | –       |         | –       | –       | –       | –       | –       | –       | –       | 0 / 1  |
| Ofterschwang                 | –       | –       | –       | 4       | –       | –       |         | –       | –       | –       | –       | –       | –       | –       | 0 / 1  |
| Hafjell                      | DSQ     | –       | –       | –       | –       | –       |         | –       | –       | –       | –       | –       | –       | –       | 0 / 1  |
| Sierra Nevada                | –       | –       | –       | DNF     | –       | –       |         | –       | –       | –       | –       | –       | –       | –       | 0 / 1  |
| Riesenslalom Statistik       |         |         |         |         |         |         |         |         |         |         |         |         |         |         |        |
|                              | 1995/96 | 1996/97 | 1997/98 | 1998/99 | 1999/00 | 2000/01 | 2001/02 | 2002/03 | 2003/04 | 2004/05 | 2005/06 | 2006/07 | 2007/08 | 2008/09 | Gesamt |
| Rennen                       | 9       | 8       | 9       | 8       | 9       | 9       |         | 8       | 7       | 8       | 8       | 6       | 8       | 8       | –      |
| Starts                       | 2       | 7       | 9       | 8       | 8       | 9       |         | 1       | 7       | 8       | 8       | 5       | 5       | 2       | 79     |
| Siege                        | 0       | 0       | 3       | 2       | 3       | 5       |         | 0       | 0       | 0       | 1       | 0       | 0       | 0       | 14     |
| 2. Platz                     | 0       | 0       | 1       | 0       | 2       | 0       |         | 0       | 0       | 2       | 0       | 0       | 0       | 0       | 5      |
| 3. Platz                     | 0       | 0       | 4       | 1       | 1       | 1       |         | 0       | 0       | 2       | 0       | 0       | 0       | 0       | 9      |
| Top 3                        | 0       | 0       | 8       | 3       | 6       | 6       |         | 0       | 0       | 4       | 1       | 0       | 0       | 0       | 28     |
| Top 10                       | 0       | 2       | 8       | 5       | 6       | 8       |         | 0       | 2       | 5       | 4       | 1       | 0       | 0       | 41     |
| Punkte Ø pro Start           | 2.5     | 21.29   | 68.89   | 46.38   | 65.0    | 69.11   |         | 0.0     | 15.71   | 45.25   | 27.88   | 17.2    | 10.2    | 0.0     | 39.48  |
| Ausfälle                     | 1       | 1       | 1       | 2       | 2       | 1       |         | 0       | 1       | 0       | 2       | 1       | 0       | 1       | 13     |
| Punkte Riesenslalom          | 5       | 149     | 620     | 371     | 520     | 622     |         | 0       | 110     | 362     | 223     | 86      | 51      | 0       | 3119   |
| Riesenslalomweltcup          | 52      | 15      | 1       | 3       | 1       | 1       | –       | –       | 17      | 4       | 8       | 16      | 30      | –       |        |

II Zusätzlicher Riesenslalom Yongpyong 2005/06

A Ersatzrennen für Alta Badia 2000/01

V Ersatzrennen für Val-d’Isère 2003/04

Slalomweltcup
|                    | 1995/96 | 1996/97 | 1997/98 | 1998/99 | 1999/00 | 2000/01 | 2001/02 | 2002/03 | 2003/04 | 2004/05 | 2005/06 | 2006/07 | 2007/08 | 2008/09 | S / St |
| ------------------ | ------- | ------- | ------- | ------- | ------- | ------- | ------- | ------- | ------- | ------- | ------- | ------- | ------- | ------- | ------ |
| Slalom             |         |         |         |         |         |         |         |         |         |         |         |         |         |         |        |
| Chamonix           | –       | –       | –       | –       | NQ      | –       |         | –       | NQ      | –       | –       | –       | –       | –       | 0 / 2  |
| Wengen             | –       | –       | –       | NQ      | –       | –       |         | –       | –       | –       | –       | –       | –       | –       | 0 / 1  |
| Kitzbühel          | –       | –       | –       | DNF     | NQ      | –       |         | –       | NQ      | –       | –       | –       | –       | –       | 0 / 3  |
| Veysonnaz          | –       | –       | 10      | –       | –       | –       |         | –       | –       | –       | –       | –       | –       | –       | 0 / 1  |
| Sierra Nevada      | –       | –       | –       | 16      | –       | –       |         | –       | –       | –       | –       | –       | –       | –       | 0 / 1  |
| Slalom Statistik   |         |         |         |         |         |         |         |         |         |         |         |         |         |         |        |
|                    | 1995/96 | 1996/97 | 1997/98 | 1998/99 | 1999/00 | 2000/01 | 2001/02 | 2002/03 | 2003/04 | 2004/05 | 2005/06 | 2006/07 | 2007/08 | 2008/09 | Gesamt |
| Rennen             | 9       | 10      | 9       | 9       | 11      | 9       |         | 9       | 11      | 9       | 10      | 10      | 11      | 10      | –      |
| Starts             | –       | –       | 1       | 3       | 2       | –       |         | –       | 2       | –       | –       | –       | –       | –       | 8      |
| Siege              | –       | –       | 0       | 0       | 0       | –       |         | –       | 0       | –       | –       | –       | –       | –       | 0      |
| 2. Platz           | –       | –       | 0       | 0       | 0       | –       |         | –       | 0       | –       | –       | –       | –       | –       | 0      |
| 3. Platz           | –       | –       | 0       | 0       | 0       | –       |         | –       | 0       | –       | –       | –       | –       | –       | 0      |
| Top 3              | –       | –       | 0       | 0       | 0       | –       |         | –       | 0       | –       | –       | –       | –       | –       | 0      |
| Top 10             | –       | –       | 1       | 0       | 0       | –       |         | –       | 0       | –       | –       | –       | –       | –       | 1      |
| Punkte Ø pro Start | –       | –       | 26.0    | 0.0     | 0.0     | –       |         | –       | 0.0     | –       | –       | –       | –       | –       | 3.25   |
| Ausfälle           | –       | –       | 0       | 1       | 0       | –       |         | –       | 0       | –       | –       | –       | –       | –       | 1      |
| Punkte Slalom      | –       | –       | 26      | 0       | 0       | –       |         | –       | 0       | –       | –       | –       | –       | –       | 26     |
| Slalomweltcup      | –       | –       | 39      | –       | –       | –       | –       | –       | –       | –       | –       | –       | –       | –       |        |

Kombinationsweltcup
|                       | 1995/96 | 1996/97 | 1997/98 | 1998/99 | 1999/00 | 2000/01 | 2001/02 | 2002/03 | 2003/04 | 2004/05 | 2005/06 | 2006/07 | 2007/08 | 2008/09 | S / St |
| --------------------- | ------- | ------- | ------- | ------- | ------- | ------- | ------- | ------- | ------- | ------- | ------- | ------- | ------- | ------- | ------ |
| Kombination           |         |         |         |         |         |         |         |         |         |         |         |         |         |         |        |
| Beaver Creek          | –       | –       | –       | –       | –       | –       |         | –       | –       | –       | –       | –       | DNS     | –       | 0 / 1  |
| Val-d’Isère           | –       | –       | –       | –       | –       | –       |         | –       | –       | –       | –       | –       | –       | DNS     | 0 / 1  |
| Reiteralm             | –       | –       | –       | –       | –       | –       |         | –       | –       | –       | –       | DNF     | –       | –       | 0 / 1  |
| Chamonix (0-1-0)      | –       | –       | –       | –       | 2       | –       |         | –       | 13      | –       | –       | –       | –       | –       | 0 / 2  |
| Wengen (0-0-1)        | –       | –       | –       | 3       | –       | –       |         | –       | –       | 9       | 23      | –       | DNS     | DNS     | 0 / 5  |
| Veysonnaz (1-0-0)     | –       | –       | 1       | –       | –       | –       |         | –       | –       | –       | –       | –       | –       | –       | 1 / 1  |
| Kitzbühel (0-0-1)     | –       | –       | –       | –       | 3       | –       |         | –       | 14      | –       | –       | –       | –       | –       | 0 / 2  |
| Kombination Statistik |         |         |         |         |         |         |         |         |         |         |         |         |         |         |        |
|                       | 1995/96 | 1996/97 | 1997/98 | 1998/99 | 1999/00 | 2000/01 | 2001/02 | 2002/03 | 2003/04 | 2004/05 | 2005/06 | 2006/07 | 2007/08 | 2008/09 | Gesamt |
| Rennen                | 2       | 2       | 2       | 2       | 2       | 1       |         | 2       | 2       | 1       | 4       | 4       | 5       | 4       | –      |
| Starts                | –       | –       | 1       | 1       | 2       | –       |         | –       | 2       | 1       | 1       | 1       | 2       | 2       | 13     |
| Siege                 | –       | –       | 1       | 0       | 0       | –       |         | –       | 0       | 0       | 0       | 0       | 0       | 0       | 1      |
| 2. Platz              | –       | –       | 0       | 0       | 1       | –       |         | –       | 0       | 0       | 0       | 0       | 0       | 0       | 1      |
| 3. Platz              | –       | –       | 0       | 1       | 1       | –       |         | –       | 0       | 0       | 0       | 0       | 0       | 0       | 2      |
| Top 3                 | –       | –       | 1       | 1       | 2       | –       |         | –       | 0       | 0       | 0       | 0       | 0       | 0       | 4      |
| Top 10                | –       | –       | 1       | 1       | 2       | –       |         | –       | 0       | 1       | 0       | 0       | 0       | 0       | 5      |
| Punkte Ø pro Start    | –       | –       | 100.0   | 60.0    | 70.0    | –       |         | –       | 19.0    | 29.0    | 8.0     | 0.0     | 0.0     | 0.0     | 28.85  |
| Ausfälle              | –       | –       | 0       | 0       | 0       | –       |         | –       | 0       | 0       | 0       | 1       | 0       | 0       | 1      |
| Punkte Kombination    | –       | –       | 100     | 60      | 140     | –       |         | –       | 38      | 29      | 8       | 0       | 0       | 0       | 375    |
| Kombinationsweltcup   | –       | –       | 2       | 6       | 2       | –       | –       | –       | 10      | 9       | 42      | –       | –       | –       |        |

Parallelrennen
|                          | 1995/96 | 1996/97 | 1997/98 | 1998/99 | 1999/00 | 2000/01 | 2001/02 | 2002/03 | 2003/04 | 2004/05 | 2005/06 | 2006/07 | 2007/08 | 2008/09 | S / St |
| ------------------------ | ------- | ------- | ------- | ------- | ------- | ------- | ------- | ------- | ------- | ------- | ------- | ------- | ------- | ------- | ------ |
| Parallel-Slalom          |         |         |         |         |         |         |         |         |         |         |         |         |         |         |        |
| Tignes (0-0-1)           | –       | –       | 3       | –       | –       | –       |         | –       | –       | –       | –       | –       | –       | –       | 0 / 1  |
| Parallelrennen Statistik |         |         |         |         |         |         |         |         |         |         |         |         |         |         |        |
|                          | 1995/96 | 1996/97 | 1997/98 | 1998/99 | 1999/00 | 2000/01 | 2001/02 | 2002/03 | 2003/04 | 2004/05 | 2005/06 | 2006/07 | 2007/08 | 2008/09 | Gesamt |
| Rennen                   | –       | –       | 1       | –       | –       | –       |         | –       | –       | –       | –       | –       | –       | –       | –      |
| Starts                   | –       | –       | 1       | –       | –       | –       |         | –       | –       | –       | –       | –       | –       | –       | 1      |
| Siege                    | –       | –       | 0       | –       | –       | –       |         | –       | –       | –       | –       | –       | –       | –       | 0      |
| 2. Platz                 | –       | –       | 0       | –       | –       | –       |         | –       | –       | –       | –       | –       | –       | –       | 0      |
| 3. Platz                 | –       | –       | 1       | –       | –       | –       |         | –       | –       | –       | –       | –       | –       | –       | 1      |
| Top 3                    | –       | –       | 1       | –       | –       | –       |         | –       | –       | –       | –       | –       | –       | –       | 1      |
| Top 10                   | –       | –       | 1       | –       | –       | –       |         | –       | –       | –       | –       | –       | –       | –       | 1      |
| Punkte Ø pro Start       | –       | –       | 60.0    | –       | –       | –       |         | –       | –       | –       | –       | –       | –       | –       | 60.0   |
| Punkte Parallelrennen    | –       | –       | 60      | –       | –       | –       |         | –       | –       | –       | –       | –       | –       | –       | 60     |

## Auszeichnungen
- Großes Ehrenzeichen für Verdienste um die Republik Österreich: 1998[9][10][11]
- Skieur d’Or: 1998 und 2004
- 2. Platz bei der Wahl zum Weltsportler des Jahres 1998 hinter Zinédine Zidane (gewählt durch die Sportjournalisten der internationalen Nachrichten-Agentur „reuters“)[12]
- Österreichs Sportler des Jahres: 1998, 1999, 2000[13] und 2001
- Österreichs Sportler des Jahres – Special Award für das Comeback des Jahres: 2003
- Laureus World Sports Award in der Kategorie „Comeback of the Year“: 2004
- Ring des Landes Salzburg: 2006
- Österreichs Sportler des Jahres – Special Award für Maiers Karriere: 2009

## Privates
Hermann Maier wuchs in Flachau auf und lebt nach wie vor in seinem Heimatort. Sein Bruder ist der ehemalige Snowboarder Alexander Maier, seine Großcousine die ehemalige Skirennläuferin und Olympiasiegerin Andrea Fischbacher. Er und seine Frau Carina sind Eltern von drei Kindern. Die ersten beiden Mädchen sind Zwillinge und wurden  2013 geboren. Das dritte Mädchen wurde  2015 geboren.

## Filmografie
Als Hauptdarsteller:
- Der Wettlauf zum Südpol – Deutschland gegen Österreich, 2011
- Diverse Folgen: Universum –Hermann Maier: Meine Heimat[15][16][17]

Nebenrolle im Spin-off Kommissar Rex „Eiszeit“ (2013)

## Videospiele
- Ski Racing 2005 (Xbox, PS2, PC)
- Ski Racing 2006 (Xbox, PS2, PC)
- Ski Alpine Racing 2007 - Bode Miller vs. Hermann Maier (PS2, PC)